# Marco Galiazzo
Marco Galiazzo, född 7 maj 1983 i Padua, är en italiensk idrottare som tog guld i bågskytte vid olympiska sommarspelen 2004. Fyra år senare tog han silver i lagtävlingen i bågskytte, vid olympiska sommarspelen 2008 i Peking. Galiazzo tog även guld i lagtävlingen vid olympiska sommarspelen 2012 i London.

## Meriter

### Olympiska meriter
| Spel                | Gren         | Rankingrunda | Rankingrunda | 32-delsfinal               | 16-delsfinal               | 8-delsfinal                     | Kvartsfinal              | Semifinal               | Final                    | Final            |
| Spel                | Gren         | Poäng        | Seed         | Resultat                   | Resultat                   | Resultat                        | Resultat                 | Resultat                | Resultat                 | Plats            |
| ------------------- | ------------ | ------------ | ------------ | -------------------------- | -------------------------- | ------------------------------- | ------------------------ | ----------------------- | ------------------------ | ---------------- |
| Aten 2004           | Individuellt | 672          | 3            | Taumoepeau (TGA) W 156-122 | Serrano (MEX) W 164-163    | Di Buò (ITA) W 162-155          | Wunderle (USA) W 109-108 | Godfrey (GBR) W 110-108 | Yamamoto (JPN) W 111-109 | Guld             |
| Peking 2008         | Individuellt | 667          | 12           | Dall (DEN) (53) W 114-97   | Wills (GBR) (21) L 110-109 | Gick inte vidare                | Gick inte vidare         | Gick inte vidare        | Gick inte vidare         | Gick inte vidare |
| Peking 2008         | Lag          | 1986         | 6            |                            |                            | (Kanada) (11) W 219-217         | (Malaysia) (3) W 218-213 | (Ukraina) (2) W 223-221 | (Sydkorea) (1) L 227-225 | Silver           |
| London 2012         | Individuellt | 662          | 36           | Serrano (MEX) L 1-4        | Gick inte vidare           | Gick inte vidare                | Gick inte vidare         | Gick inte vidare        | Gick inte vidare         | Gick inte vidare |
| London 2012         | Lag          | 1998         | 6            |                            |                            | Kinesiska Taipei (11) W 216-206 | Kina (3) W 220-216       | Mexiko (7) W 217-215    | USA (1) W 219-218        | Guld             |
| Rio de Janeiro 2016 | Individuellt | 651          | 47           | Duenas (CAN)               |                            |                                 |                          |                         |                          |                  |
| Rio de Janeiro 2016 | Lag          | 2007         | 3            |                            |                            |                                 |                          |                         |                          |                  |